# Terry Hill
Terry Hill (Nueva Gales del Sur, Australia; 22 de enero de 1972 – Filipinas; 24 de abril de 2024) fue un jugador de rugby australiano que jugó en las posiciones de Centro, Five-eighth, Lock.

## Carrera

### Club
| Periodo | Club                    | Partidos | Tries | Goles | Goles de Campo | Puntos |
| ------- | ----------------------- | -------- | ----- | ----- | -------------- | ------ |
| 1990    | South Sydney Rabbitohs  | 9        | 2     | 0     | 0              | 8      |
| 1991    | Eastern Suburbs         | 13       | 8     | 0     | 0              | 32     |
| 1992–93 | Western Suburbs Magpies | 33       | 7     | 0     | 0              | 28     |
| 1994–99 | Manly Sea Eagles        | 126      | 61    | 0     | 0              | 244    |
| 2000–03 | Wests Tigers            | 49       | 8     | 0     | 0              | 32     |
| 2005    | Manly Sea Eagles        | 16       | 3     | 0     | 0              | 12     |

### Selección nacional
Jugó para Australia en nueve ocasiones de 1994 a 1998 con el que anotó 8 tries y consiguió 32 puntos, además de ganar la Copa Mundial de Rugby League de 1995.

## Muerte
Terry Hill murió de un ataque cardíaco en Filipinas el 24 de abril de 2024 a los 52 años.